# Parada Równości
Parada Równości (tj. „pochod za rovnost“) je každoroční festival hrdosti polské LGBT komunity konaný od roku 2001 v hlavním městě Varšavě. Naplánován bývá zpravidla na měsíce květen a červen. Každoročně se do něj zapojí několik tisíc účastníků; největší, dvacetitisícovou účast měl ročník 2006, který následoval po předchozích zákazech v letech 2004 a 2005.

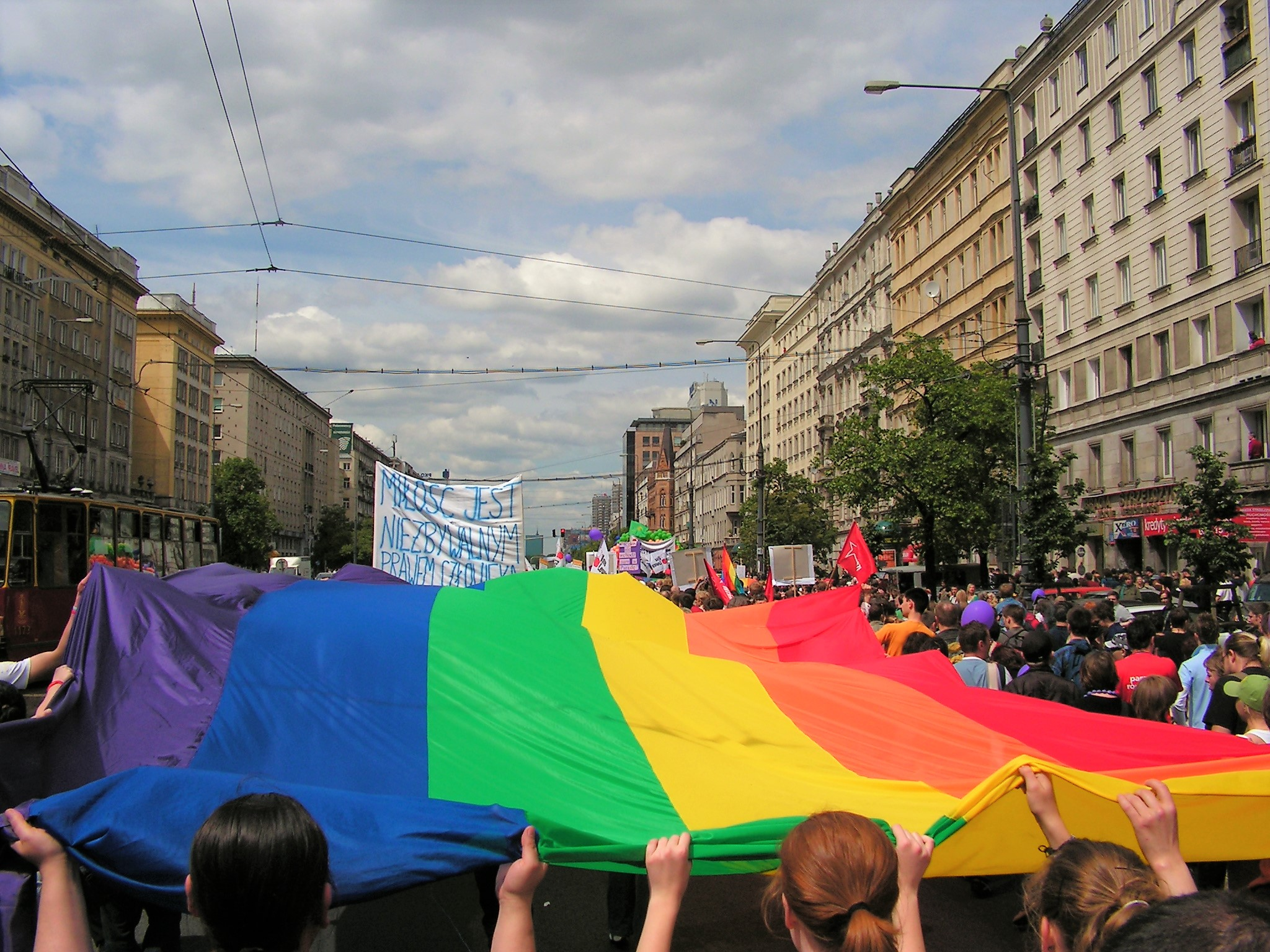
Pochod rovnosti v r. 2006

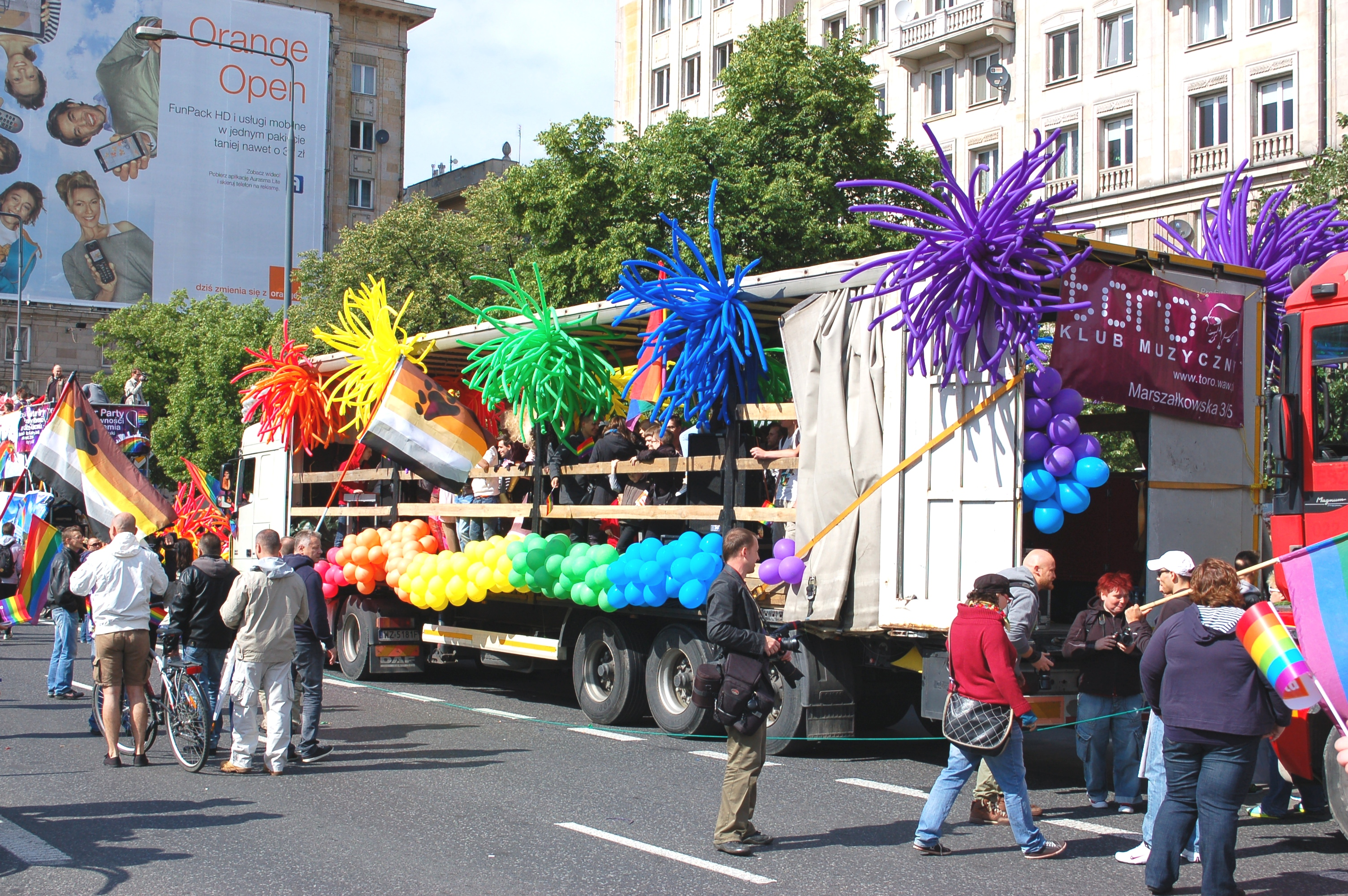
Pochod rovnosti v r. 2012

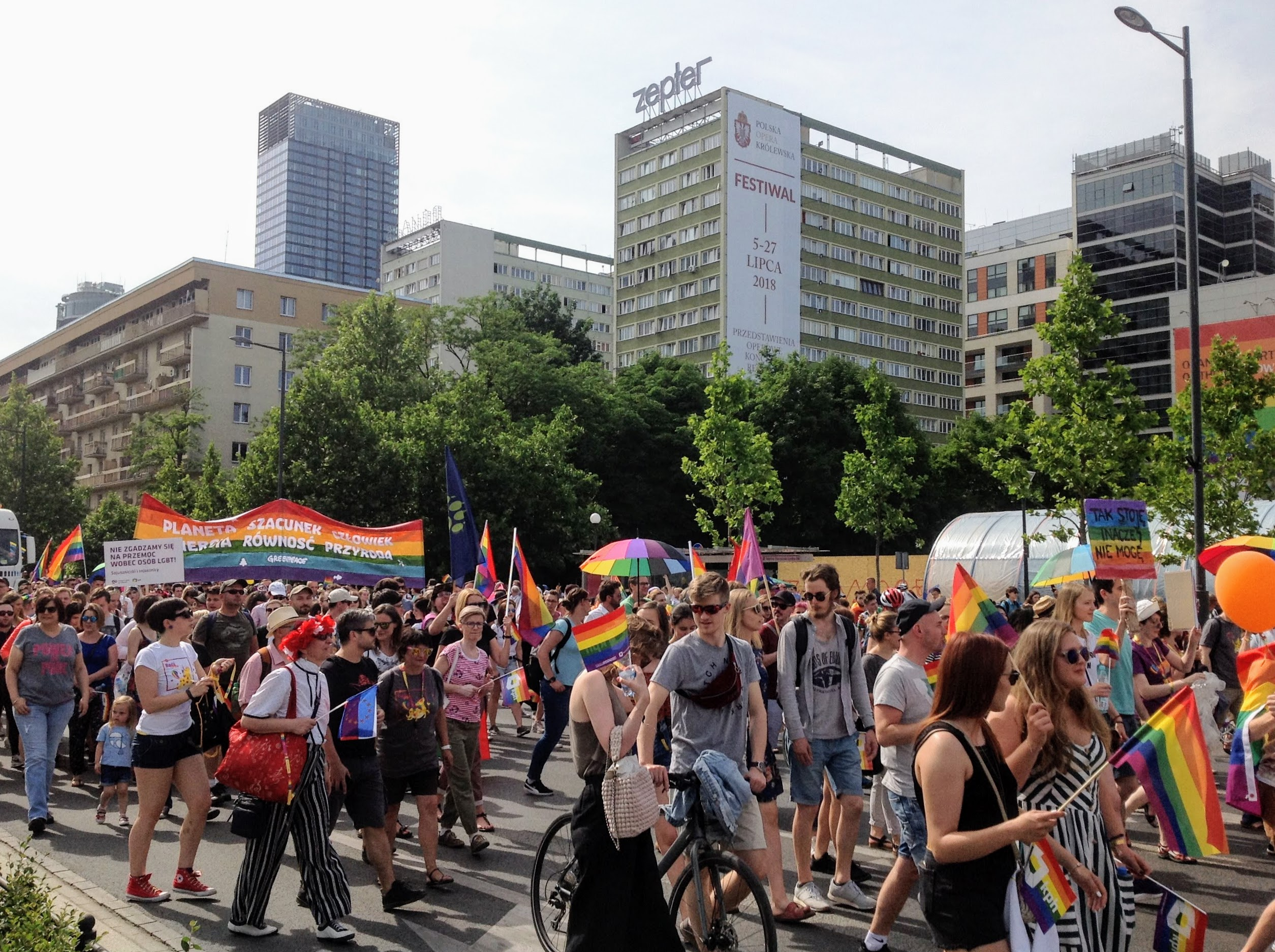
Pochod rovnosti v r. 2018

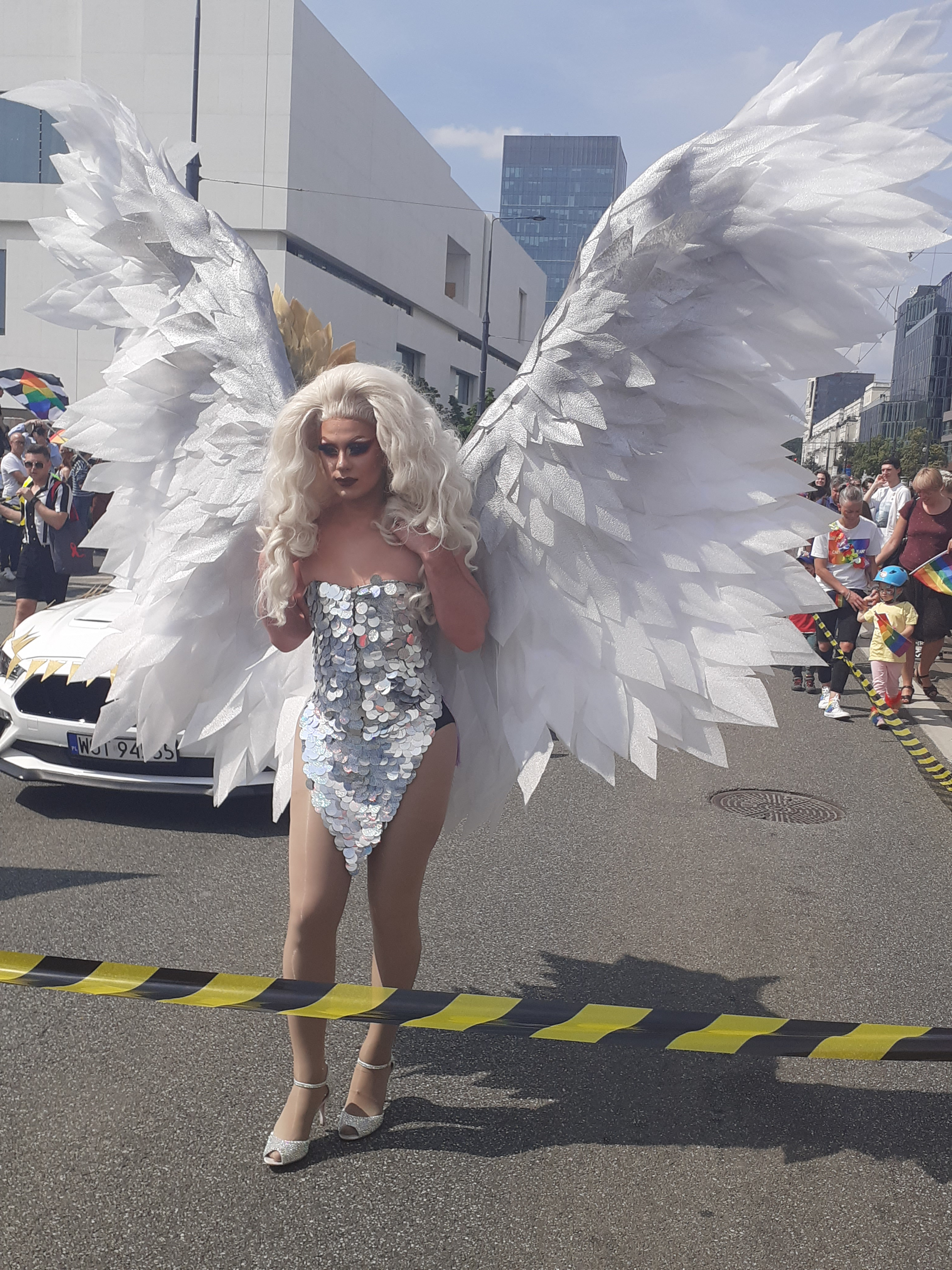
Pochod rovnosti v r. 2023

Vzhledem ke svému prvnímu roku konání je uváděn jako vůbec první festival hrdosti sexuálních menšin v bývalém Východním bloku. Podpora celé akce u polské veřejnosti pomalu roste; v roce 2005 ji podporovalo 33 % obyvatelstva Varšavy, v roce 2010 jich bylo 45 %.

## Cíle
Hlavním cílem organizátorů pochodu je podporovat všeobecnou sociální rovnost a upozorňovat na problémy, jimž polská LGBT komunita čelí ve svém každodenním životě. Předseda a zakladatel Pochodu rovnosti Szymon Niemiec spolu se svými kolegy však zdůrazňuje, že celá akce není směřována pouze na LGBT hnutí, nýbrž na práva všech menšin.

## Historie
Navzdory předchozí snaze o konání pochodu LGBT rovnosti v r. 1998  se zcela první uskutečnil až v r. 2001 ve Varšavě díky iniciativě gay aktivisty Szymona Niemiece. Další dva pochody se konaly v letech 2002 a 2003. Účast na prvním pochodu se pohybovala v řádu cca 300 lidí. Pochod v r. 2002 měl přibližně 1 500 účastníků  a v r. 2003 až 3 000.
V letech 2004 a 2005 odmítly varšavské úřady dát organizátorům povolení ke konání pochodu z několika důvodů, včetně souběžně probíhajících protidemonstrací, náboženských a národních svátků a dalších příčin. Akce se setkávala s ostrou kritikou ze strany Lecha Kaczyńského za Právo a spravedlnost (v té době starosty Varšavy a později polského prezidenta), který nazval její oficiální záštitu podporou homosexuálního způsobu života. Jako protiakce k Pochodu rovnosti probíhá od r. 2004 ve Varšavě jiná veřejná demonstrace s názvem Wiec Wolności ("Shromádění Věče") s cca 600-1 000 účastníky. V reakci na zákaz v r. 2005 vyšlo 11. června toho roku do ulic protestovat přibližně 2 500 lidí, což vedlo k několika zákonným opatřením.
V r. 2006 prošel Varšavou pochod už bez úředních zásahů s přibližně 20 000 účastníky.
V květnu 2007 byl zákaz konání takových akcí vyhodnocen Evropským soudem pro lidská práva jako diskriminační. Jednalo se o rozhodnutí v kauze Bączkowski vs. Polsko.
Tentýž měsíc měla akce účast cca 4 000 lidí.
V r. 2008 přilákal pochod opět několik tisíc účastníků  a v r. 2009 něco přes 2 000.
V r. 2010 se pochod nekonal kvůli jiné probíhající akci stejného druhu EuroPride, jíž se zúčastnilo asi 8 000 lidí. Tato akce se pořádala soukromě a za účast na ní se vybíralo vstupné, což vyvolalo značnou kontroverzi.
Posléze byly další akce organizovány opět rok po roce. V r. 2011 se účast pohybovala v rozmezí 4 000 - 6 000 , v r. 2012 cca 5 000  a v r. 2013 8 000 účastníků (demonstrovalo se také za registrované partnerství).
Pochod 2014 byl naplánován na květen.